# Potakówka
Potakówka – wieś w Polsce położona w województwie podkarpackim, w powiecie jasielskim, w gminie Tarnowiec.
| SIMC    | Nazwa     | Rodzaj    |
| ------- | --------- | --------- |
| 0361092 | Ciszówki  | część wsi |
| 0361100 | Granice   | część wsi |
| 0361117 | Gwoździec | część wsi |
| 0361123 | Janice    | część wsi |
| 0361130 | Osiny     | część wsi |
| 0361146 | Zakacze   | część wsi |

W latach 1975–1998 miejscowość administracyjnie należała do województwa krośnieńskiego.
Wierni kościoła rzymskokatolickiego należą do parafii Narodzenia Najświętszej Maryi Panny w Tarnowcu, w dekanacie Jasło Wschód, diecezji rzeszowskiej.